# 다치노 슌스케
다치노 슌스케(일본어: 舘野 俊祐, 1993년 5월 19일 ~ )는 일본의 축구 선수이다.

## 구단 경력
그는 2012년부터 J리그의 도쿄 베르디, 카탈레 도야마에서 뛰었다.